# Amstel Gold Race 1966
La 1re édition de la course cycliste, l'Amstel Gold Race a eu lieu le 30 avril 1966 et a été remportée par le Français Jean Stablinski.
La première édition est prévue pour le 30 avril 1966, jour de la fête nationale des Pays-Bas. Le plan initial est de commencer la course à Amsterdam, puis de se diriger à l'est du pays pour terminer la course à Maastricht, dans le sud-est du pays, sur un total de 280 km.
Cependant, de nombreux problèmes apparaissent. Krott et Vissers n'ont pas pris en compte les nombreux cours d'eau le long du parcours et ils ont mal calculé les détours nécessaires pour les franchir, ce qui rend la distance réelle beaucoup plus longue que 280 km. De nouvelles villes départ sont envisagées comme Utrecht, puis Rotterdam, tandis que l'arrivée est déplacée dans le petit village de Meerssen dans le Limbourg. Cependant, moins de trois semaines avant le début, les organisateurs réalisent qu'ils n'ont pas obtenu la permission de traverser le pont de Moerdijk, la seule façon de quitter Rotterdam au sud. Le parcours doit de nouveau être redessiné et le départ est déplacé plus au sud, à Breda. En plus de tout cela, les militants hippies de Provo ont déclaré les Pays-Bas comme un état d'anarchie en 1966. Les autorités craignent qu'une course organisée le jour de la célébration de la famille royale cause de possibles soulèvements.

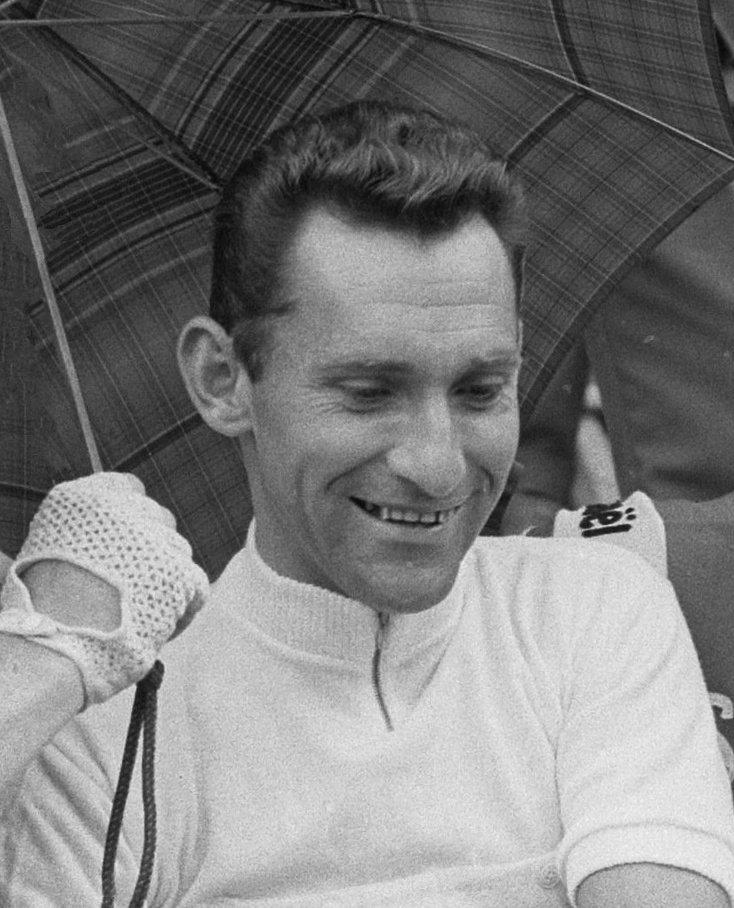
Jean Stablinski remporte la première Amstel Gold Race en 1966.

Quatre jours avant la date prévue, Vissers et Krott abandonnent l'idée d'organiser la course et tiennent une conférence de presse, lorsque le ministère des routes néerlandaises à La Haye appelle pour dire que la course peut se tenir, à condition qu'elle n'ait plus jamais lieu lors du jour du Roi.
Le samedi 30 avril 1966, la course se déroule entre Breda et Meerssen, sans incidents graves. Trois coureurs de l'équipe Ford France sprintent pour la victoire. Le Néerlandais Jan Hugens subit un problème mécanique dans les derniers mètres et est battu par le Français Jean Stablinski qui s'adjuge la première édition. Tracée sur 302 km, il s'agit de la plus longue édition de l'histoire de la course. Sur les 120 coureurs au départ, 30 terminent la course. En dépit de son intention initiale, l'Amstel Gold Race n'a jamais commencé à Amsterdam, Rotterdam ou Utrecht, les trois plus grandes villes du pays.

## Classement final
| Pos. | Coureur                  | Pays     | Équipe             | Temps           |
| ---- | ------------------------ | -------- | ------------------ | --------------- |
| 1    | Jean Stablinski          | France   | Ford-Hutchinson    | 7 h 48 min 50 s |
| 2    | Bernard Van De Kerckhove | Belgique | Ford-Hutchinson    | + 0 s           |
| 3    | Jan Hugens               | Pays-Bas | Ford-Hutchinson    | + 5 s           |
| 4    | Marcel Geeraerts         | Belgique | Dr. Mann-Grundig   | + 2 min 05 s    |
| 5    | Peter Post               | Pays-Bas | Solo-Superia       | + 2 min 08 s    |
| 6    | Cor Schuuring            | Pays-Bas | Caballero          | + 6 min 40 s    |
| 7    | Cees van Espen           | Pays-Bas | Televizier-Batavus | + 6 min 40 s    |
| 8    | Constant Jongen          | Belgique | Dr. Mann-Grundig   | + 6 min 40 s    |
| 9    | Rik Pauwels              | Belgique | Dr. Mann-Grundig   | + 6 min 40 s    |
| 10   | Mies Stolker             | Pays-Bas | Willem II-Gazelle  | + 6 min 40 s    |